# Persone di nome Donato
| Questa pagina contiene informazioni ricavate automaticamente dalle voci biografiche con l'ausilio del template Bio e di un bot. L'aggiornamento è periodico e automatico e ricostruisce completamente la pagina. Se manca una persona in questa lista, sei pregato di non aggiungerla, ma accertati piuttosto che la sua voce biografica contenga il template Bio e che i dati anagrafici siano correttamente compilati. Se il template Bio manca, inseriscilo tu stesso o, in alternativa, metti l'avviso {{tmp\|Bio}} che ne segnala la mancanza. Se i dati riportati sono sbagliati, correggi direttamente la voce biografica; le modifiche saranno visibili in questa lista entro pochi giorni. Per chiarimenti vedi il progetto antroponimi. La lista contiene solo le 141 persone che sono citate nell'enciclopedia e per le quali è stato implementato correttamente il template Bio. Pagina aggiornata al 6 ago 2025. |

Questa è una lista di persone presenti nell'enciclopedia che hanno il nome Donato, suddivise per attività principale.

## Abati(1)
- Donato Ogliari, abate italiano (Erba, n. 1956)

## Alchimisti(1)
- Donato d'Eremita, alchimista italiano (Rocca d'Evandro - Napoli, † 1630)

## Allenatori di calcio(2)
- Donato Anzivino, allenatore di calcio e ex calciatore italiano (Campomarino, n. 1955)
- Donato Raguso, allenatore di calcio e calciatore italiano (Martina Franca, n. 1923 - Taranto, † 1994)

## Allenatori di pallacanestro(1)
- Donato Avenia, allenatore di pallacanestro e ex cestista italiano (Agropoli, n. 1966)

## Allenatori di pallavolo(1)
- Donato Radogna, allenatore di pallavolo e dirigente sportivo italiano (Bari, n. 1947)

## Architetti(4)
- Donato Felice Aglio, architetto italiano (Milano - Vienna)
- Bramante, architetto e pittore italiano (Fermignano, n. 1444 - Roma, † 1514)
- Donato Giuseppe Frisoni, architetto e stuccatore italiano (Laino, n. 1683 - Ludwigsburg, † 1735)
- Donato de Boni di Pellizuoli, architetto e ingegnere italiano († 1556)

## Arcivescovi cattolici(3)
- Donato Negro, arcivescovo cattolico italiano (San Cesario di Lecce, n. 1948)
- Donato Squicciarini, arcivescovo cattolico italiano (Altamura, n. 1927 - Roma, † 2006)
- Donato Velluti Zati di San Clemente, arcivescovo cattolico italiano (Firenze, n. 1845 - Firenze, † 1927)

## Attori(3)
- Donato Castellaneta, attore italiano (Rionero in Vulture, n. 1931 - Roma, † 2014)
- Donato Placido, attore, scrittore e poeta italiano (Ascoli Satriano, n. 1953)
- Donato Sbodio, attore, doppiatore e direttore del doppiaggio italiano (Torino, n. 1960)

## Avvocati(8)
- Donato Bendicenti, avvocato e partigiano italiano (Rogliano, n. 1907 - Roma, † 1944)
- Donato Bruno, avvocato e politico italiano (Noci, n. 1948 - Roma, † 2015)
- Donato Cocco, avvocato e politico italiano (Sant'Eusanio del Sangro, n. 1798 - Chieti, † 1873)
- Donato Antonio De Marinis, avvocato e magistrato italiano (Giungano, n. 1599 - Napoli, † 1666)
- Donato Di Marzo, avvocato e politico italiano (Tufo, n. 1840 - Napoli, † 1911)
- Donato Fossati, avvocato e politico italiano (Toscolano Maderno, n. 1870 - Salò, † 1949)
- Donato Leone, avvocato, giornalista e politico italiano (Gorgoglione, n. 1884 - Roma, † 1962)
- Donato Veraldi, avvocato e politico italiano (Soveria Simeri, n. 1941)

## Calciatori(8)
- Donato Abbatángelo, calciatore argentino (Buenos Aires, n. 1892)
- Donato Bergamini, calciatore italiano (Argenta, n. 1962 - Roseto Capo Spulico, † 1989)
- Donato Donati, calciatore italiano (Romentino, n. 1913)
- Donato Gama da Silva, ex calciatore brasiliano (Rio de Janeiro, n. 1962)
- Donato Müller, calciatore svizzero (n. 1934 - † 2005)
- Donato Nardiello, ex calciatore gallese (Cardigan, n. 1957)
- Fernando Nizza, calciatore e dirigente sportivo italiano (Torino, n. 1884 - Torino, † 1945)
- Donato Terrevoli, ex calciatore italiano (Bari, n. 1969)

## Cantanti(2)
- Donato Ciletti, cantante italiano (Orta Nova, n. 1946)
- Danny Losito, cantante e disc jockey italiano (Gioia del Colle, n. 1965)

## Cantautori(1)
- Nando Citarella, cantautore italiano (Nocera Inferiore, n. 1959)

## Cardinali(2)
- Donato Maria Dell'Olio, cardinale e arcivescovo cattolico italiano (Bisceglie, n. 1847 - Benevento, † 1902)
- Donato Raffaele Sbarretti Tazza, cardinale, arcivescovo cattolico e diplomatico italiano (Montefranco, n. 1856 - Roma, † 1939)

## Ceramisti(1)
- Donato Massa, ceramista italiano (Pietrastornina, n. 1677 - Napoli, † 1747)

## Cestisti(1)
- Donato Di Monte, ex cestista e dirigente sportivo italiano (San Severo, n. 1968)

## Ciclisti su strada(3)
- Donato Giuliani, ciclista su strada e dirigente sportivo italiano (Spoltore, n. 1946 - Atri, † 2025)
- Donato Piazza, ciclista su strada e pistard italiano (Villasanta, n. 1930 - Monza, † 1997)
- Donato Zampini, ciclista su strada italiano (Saronno, n. 1926 - Fagnano Olona, † 2007)

## Compositori(2)
- Donato da Cascia, compositore italiano (Cascia)
- Donato Ricchezza, compositore italiano (Matera, n. 1651 - Napoli, † 1731)

## Condottieri(1)
- Donato del Conte, condottiero italiano (Milano - Monza, † 1477)

## Criminali(2)
- Donato Bilancia, criminale e serial killer italiano (Potenza, n. 1951 - Padova, † 2020)
- Donato Laraspata, criminale italiano (Bari, n. 1957)

## Critici letterari(1)
- Donato Valli, critico letterario italiano (Tricase, n. 1931 - Tricase, † 2017)

## Designer(1)
- Donato Coco, designer italiano (Rignano Garganico, n. 1956)

## Direttori d'orchestra(1)
- Donato Renzetti, direttore d'orchestra italiano (Torino di Sangro, n. 1950)

## Dirigenti d'azienda(1)
- Donato Iacovone, dirigente d'azienda italiano (Notaresco, n. 1959)

## Economisti(1)
- Donato Menichella, economista e dirigente d'azienda italiano (Biccari, n. 1896 - Roma, † 1984)

## Fantini(2)
- Donato Partini, fantino italiano (Siena, n. 1822 - Siena, † 1894)
- Donato Tamburelli, fantino italiano (Seggiano, n. 1934)

## Filologi(1)
- Donato Pirovano, filologo e critico letterario italiano (Como, n. 1964)

## Filosofi(1)
- Donato Jaja, filosofo italiano (Conversano, n. 1839 - Pisa, † 1914)

## Fisici(1)
- Donato Palumbo, fisico italiano (Salaparuta, n. 1921 - Salaparuta, † 2011)

## Flautisti(1)
- Donato Lovreglio, flautista e compositore italiano (Bari, n. 1841 - Napoli, † 1907)

## Funzionari(2)
- Donato Carretta, funzionario italiano (Lavello, n. 1891 - Roma, † 1944)
- Donato Marra, funzionario italiano (Napoli, n. 1940)

## Generali(3)
- Donato Etna, generale e politico italiano (Mondovì, n. 1858 - Torino, † 1938)
- Donato Antonio Tommasi, generale e avvocato italiano (Taranto, n. 1867 - Roma, † 1949)
- Donato Tripiccione, generale italiano (Livorno, n. 1889 - Roma, † 1943)

## Giornalisti(2)
- Donato Bendicenti, giornalista italiano (Roma, n. 1964)
- Donato Vestuti, giornalista italiano (Eboli, n. 1887 - Carso, † 1918)

## Giuristi(2)
- Donato Donati, giurista italiano (Modena, n. 1880 - Modena, † 1946)
- Donato Tommasi, giurista e politico italiano (Calimera, n. 1761 - Napoli, † 1831)

## Imprenditori(1)
- Donato Bachi, imprenditore e politico italiano (Torino, n. 1866 - Torino, † 1952)

## Ingegneri(2)
- Donato Antonio Cafaro, ingegnere, architetto e scultore italiano (Cava de' Tirreni)
- Donato Sabato, ingegnere e dirigente pubblico italiano (Avigliano, n. 1930 - Potenza, † 2016)

## Letterati(1)
- Donato Calvi, letterato e religioso italiano (Bergamo, n. 1613 - Bergamo, † 1678)

## Mafiosi(1)
- Johnny Torrio, mafioso italiano (Montepeloso, n. 1882 - Chicago, † 1957)

## Magistrati(1)
- Donato Faggella, magistrato e politico italiano (San Fele, n. 1867 - Rocca di Papa, † 1939)

## Marciatori(1)
- Donato Pavesi, marciatore italiano (San Donato Milanese, n. 1888 - Milano, † 1946)

## Medici(1)
- Donato Antonio Altomare, medico italiano (Napoli, n. 1520 - Napoli, † 1566)

## Mercanti(2)
- Donato Donati, mercante e banchiere italiano (n. 1550 - Modena, † 1631)
- Donato Ferrario, mercante italiano († 1444)

## Mezzofondisti(1)
- Donato Sabia, mezzofondista e velocista italiano (Potenza, n. 1963 - Potenza, † 2020)

## Militari(3)
- Donato Briscese, militare italiano (Venosa, n. 1918 - Nikolaevka, † 1942)
- Donato Fezzuoglio, militare italiano (Bella, n. 1976 - Umbertide, † 2006)
- Donato Sanità, militare e partigiano italiano (Tolve, n. 1917 - Cava de' Tirreni, † 1984)

## Mistici(1)
- Donato Manduzio, mistico e veggente italiano (San Nicandro Garganico, n. 1885 - † 1948)

## Nobili(1)
- Donato II Silva, nobile, letterato e mecenate italiano (Milano, n. 1690 - Cinisello, † 1779)

## Organari(1)
- Donato Del Piano, organaro e presbitero italiano (Grumo Nevano, n. 1704 - Catania, † 1785)

## Patrioti(2)
- Donato Morelli, patriota e politico italiano (Scala Coeli, n. 1824 - Rogliano, † 1902)
- Donato Ragosa, patriota italiano (Buie, n. 1856 - Tuscania, † 1909)

## Pesisti(1)
- Donato Telesca, pesista italiano (Potenza, n. 1999)

## Pittori(9)
- Donato de' Bardi, pittore italiano (Pavia)
- Donato Bragadin, pittore italiano (Venezia, † 1473)
- Donato Paolo Conversi, pittore italiano (Matera, n. 1697 - Turi, † 1760)
- Donato Creti, pittore italiano (Cremona, n. 1671 - Bologna, † 1749)
- Donato, pittore italiano († 1388)
- Donato Frisia, pittore italiano (Merate, n. 1883 - Merate, † 1953)
- Donato Arsenio Mascagni, pittore e scultore italiano (Firenze, n. 1579 - Firenze, † 1637)
- Donato Piperno, pittore italiano (Benevento)
- Donato Teodoro, pittore italiano (Chieti - Chieti, † 1779)

## Politici(16)
- Donato Acciaiuoli di Cassano, politico italiano (Roma, † 1405)
- Donato Acciaiuoli il vecchio, politico italiano (Firenze, † 1335)
- Donato De Leonardis, politico italiano (Troia, n. 1917 - Foggia, † 2012)
- Donato Di Santo, politico italiano (Bomba, n. 1958)
- Donato Michele Fragassi, politico italiano (Orsara di Puglia, n. 1927 - Orsara di Puglia, † 2009)
- Donato Gentile, politico italiano (Piacenza, n. 1957)
- Donato Lamorte, politico italiano (Rionero in Vulture, n. 1931 - Roma, † 2014)
- Donato Manfroi, politico italiano (Cencenighe Agordino, n. 1940 - Cencenighe Agordino, † 2022)
- Donato Renato Mosella, politico italiano (Porto Alegre, n. 1957)
- Donato Pace, politico e avvocato italiano (Avigliano, n. 1938 - Potenza, † 2014)
- Donato Pafundi, politico e magistrato italiano (Pietragalla, n. 1888 - † 1973)
- Donato Piglionica, politico italiano (Bitonto, n. 1953)
- Donato Sanminiatelli, politico italiano (New Orleans, n. 1866 - Roma, † 1927)
- Donato Scutari, politico italiano (San Costantino Albanese, n. 1925 - Potenza, † 2012)
- Donato Turrini, politico e giornalista italiano (Campodenno, n. 1909 - † 1992)
- Donato Velluti, politico italiano (Firenze, n. 1313 - Firenze, † 1370)

## Produttori cinematografici(1)
- Donato Leoni, produttore cinematografico italiano (Campagnano di Roma, n. 1937 - Viterbo, † 2015)

## Registi(1)
- Donato Rotunno, regista, sceneggiatore e produttore cinematografico lussemburghese (Lussemburgo, n. 1966)

## Religiosi(3)
- Donato di Montevergine, religioso e santo italiano (Salerno - Montevergine, † 1219)
- Donato da Ripacandida, religioso italiano (Ripacandida, n. 1179 - Petina, † 1198)
- Donato di Imola, religioso romano (Imola)

## Saggisti(1)
- Donato Zoppo, saggista, giornalista e conduttore radiofonico italiano (Salerno, n. 1975)

## Scrittori(5)
- Donato Acciaiuoli, scrittore e politico italiano (Firenze, n. 1429 - Milano, † 1478)
- Donato Bossi, scrittore italiano (Milano, n. 1436 - † 1502)
- Donato Carrisi, scrittore, sceneggiatore e drammaturgo italiano (Martina Franca, n. 1973)
- Donato Cascione, scrittore e poeta italiano (Matera, n. 1949)
- Donato Giannotti, scrittore e politico italiano (Firenze, n. 1492 - Roma, † 1573)

## Scrittori di fantascienza(1)
- Donato Altomare, autore di fantascienza italiano (Molfetta, n. 1951)

## Scultori(4)
- Donato Barcaglia, scultore italiano (Pavia, n. 1849 - Roma, † 1930)
- Donato Carabelli, scultore svizzero (Obino, n. 1760 - Obino, † 1839)
- Donato Casella, scultore svizzero (Carona - Pordenone)
- Donato Prestinari, scultore italiano (Alzano Sopra)

## Sovrani(1)
- Donato, sovrano unno (Pannonia, † 412)

## Umanisti(1)
- Donato Albanzani, umanista, grammatico e retore italiano (Pratovecchio - Ferrara)

## Vescovi(6)
- Donato di Case Nere, vescovo e teologo romano
- Donato d'Arezzo, vescovo e santo romano (Nicomedia - Arezzo, † 362)
- Donato di Fiesole, vescovo e scrittore irlandese (Irlanda - Fiesole)
- Donato di Eurea, vescovo e santo greco antico († 394)
- Donato di Besançon, vescovo e santo francese
- Donato di Grado, vescovo italiano

## Vescovi cattolici(4)
- Donato Anzani, vescovo cattolico italiano (Ariano, n. 1658 - Marsico Nuovo, † 1732)
- Donato Maria Arcangeli, vescovo cattolico italiano (Arezzo, n. 1709 - Pescia, † 1772)
- Donato De Bonis, vescovo cattolico italiano (Pietragalla, n. 1930 - Roma, † 2001)
- Donato Oliverio, vescovo cattolico italiano (Cosenza, n. 1956)

## Senza attività specificata(1)
- Donato Toma, ex politico italiano (Napoli, n. 1957)